# Köşk
Köşk ist eine Stadt im gleichnamigen Landkreis der türkischen Provinz Aydın und gleichzeitig ein Stadtbezirk der 2012 geschaffenen Büyükşehir belediyesi Aydın (Großstadtgemeinde/Metropolprovinz). Sie liegt am Nordufer des Großen Mäander an der Fernstraße D-320, die Aydın über Nazilli mit Denizli verbindet.
Laut Stadtsiegel wurde der Ort 1958 zu einer Belediye (Gemeinde) erhoben.
Seit einer Gebietsreform 2014 ist der Landkreis Köşk flächen- und einwohnermäßig identisch mit der Kreisstadt, alle ehemaligen Dörfer und Gemeinden des Kreises wurden Mahalle (Stadtviertel) der Stadt.